# Laurie Holloway
Laurence „Laurie“ Holloway (* 31. März 1938 in Oldham, Lancashire; † 9. Januar 2025) war ein britischer Jazz- und Unterhaltungsmusiker (Piano, Komposition, Arrangement).

## Leben und Wirken
Holloway stammte aus einer Musikerfamilie und begann mit sieben Jahren mit dem klassischen Unterricht. Mit dreizehn Jahren wurde er Organist und Chorleiter in der Kirche. Bereits als Jugendlicher hatte er professionelle Auftritte mit örtlichen Bands, dann auch mit Arthur Plant und Joe Daniels, bevor er auf Kreuzfahrtschiffen wie der Queen Elizabeth 2 musizierte. 1959 schloss er sich zunächst dem Orchester von Cyril Stapleton an; dann arbeitet er als Sessionmusiker in britischen Plattenstudios. Ab 1959 fungierte Holloway drei Jahre lang als musikalischer Leiter für die BBC-Radioshow von Rolf Harris; dort begleitete er Judy Garland, Liza Minnelli, Anthony Newley und Cleo Laine, für die er auch Lieder schrieb.
1964 komponierte Holloway die Musik zu Bob Grants Musical Instant Marriage. 1965 heiratete er die Sängerin Marion Montgomery, die er anschließend auch im Radio, Fernsehen und auf der Konzertbühne begleitete. Zwischen 1969 und 1975 tourte er zudem als musikalischer Leiter mit Engelbert Humperdinck und trat in zentralen US-Fernsehshows auf, unter anderem mit Johnny Carson, Bob Hope und Dean Martin. Zu Holloways zahlreichen Kompositionen gehören Punchlines, Game for a Laugh, Blind Date, Child's Play Themes oder Pop Preludes (Novellos). Mit Montgomery verfasste er 1981 das musikalische Theaterstück A Dream of Alice zum 150. Geburtstag von Lewis Carroll.
Holloway begleitete Künstler wie Stéphane Grappelli und Elena Durán auf Schallplatten: Gemeinsam entstanden 1980 der Brandenburg Boogie und 1991 Bach to the Beatles; mit seinem Jazz-Trio und Durán spielte er sowohl die California Suite von Claude Bolling als auch dessen Suite for Flute and Jazz Piano. Auch begleitete er Kiri Te Kanawa auf einigen Alben. Daneben spielte er als Pianist zahlreiche Easy-Listening-Alben ein, war jedoch zudem mehrfach in die Sendung At the Piano bei BBC Radio 2 eingeladen. In den 1980er Jahren gründete er die Rock-Jazz-Band Prism, trat aber weiterhin mit einer Vielzahl von Musikern und Sängern auf. Im Bereich des Fernsehens war er für die ersten drei Staffeln von Strictly Come Dancing tätig.

## Preise und Auszeichnungen
Holloway wurde von der British Academy of Composers and Songwriters mit dem Gold Badge of Merit ausgezeichnet. 2013 wurde er zum Member of the Order of the British Empire für seine Verdienste um die Musik ernannt.

## Diskographische Hinweise
- About Time (Elgin)
- Blue Skies & Other Vistas (Elgin)
- Hit Parade Holloway Style (Pye 1966, mit Terry Walsh, Ken Baldock, Allan Ganley)
- Johnny Dankworth: The Million Dollar Collection (Fontana 1966, mit Kenny Wheeler, Henry Lowther, Mike Gibbs, Ray Swinfield, Tony Coe, Kenny Napper, John Spooner)
- Good Time (CBS, 1967)
- The Great Piano Hits Holloway Style (Pye 1967)
- Piano on the Roof (Columbia 1967)
- Marian in the Morning (1972)
- 25 Piano Golden Greats (K-Tel 1977)
- Cumulus (1979)
- Stéphane Grappelli, Elena Durán Brandenburg Boogie (1980)
- About Time (1993)
- Blue Skies & Other Vistas (1996)
- Showtime (Elgin)
- Laurie Holloway Trio: Live at Abbey Road (Grasmere Records, 2000)
- The Piano Player (Universal Records, 2004)
- Bruce Forsyth & the Laurie Holloway Orchestra: Strictly Come Dancing (Sony Records, 2004)